# Mathias Lessort
Mathias Lessort (Fort-de-France, 29 settembre 1995) è un cestista francese.

## Carriera
Nato nel 1995 in Martinica (dipartimento francese d'oltremare), Lessort iniziò la sua carriera da cestista professionista nel 2014 con L'Élan Chalon. Al termine della seconda stagione con la squadra di Chalon-sur-Saône decise di candidarsi per il Draft NBA 2016, salvo poi ritirarsi pochi giorni prima del Draft.
Dopo due anni all'Élan Chalon passò il 1º giugno 2016 al Nanterre 92. Col Nanterre vinse la Coppa di Francia, con una netta vittoria in finale per 96-79 contro il Le Mans. Durante la stagione si dichiarò per il Draft NBA 2017, e firmò un accordo con Wasserman in vista del Draft. Venne anche visionato da alcune squadre NBA in vista del Draft, tra cui i Brooklyn Nets. Al Draft venne selezionato come 50ª scelta dai Philadelphia 76ers.
Il 30 luglio 2018, Lessort firmò un contratto annuale con l'Unicaja Malaga.

## Statistiche

### Eurolega
| Anno       | Squadra          | PG  | PT  | MP   | TC%  | 3P% | TL%  | RP   | AP  | PRP | SP  | PP   |
| ---------- | ---------------- | --- | --- | ---- | ---- | --- | ---- | ---- | --- | --- | --- | ---- |
| 2017-2018  | Stella Rossa     | 30  | 29  | 21,1 | 55,0 | 0,0 | 63,2 | 5,7  | 0,8 | 0,8 | 0,7 | 8,5  |
| 2019-2020  | Bayern Monaco    | 22  | 4   | 11,3 | 52,8 | -   | 60,0 | 2,2  | 0,5 | 0,5 | 0,5 | 3,8  |
| 2021-2022  | Maccabi Tel Aviv | 5   | 3   | 11,6 | 73,7 | -   | 56,2 | 3,4  | 0,6 | 1,0 | 0,0 | 7,4  |
| 2022-2023  | Partizan         | 38  | 23  | 30,2 | 67,4 | 0,0 | 73,4 | 7,1* | 1,4 | 0,9 | 0,8 | 12,0 |
| 2023-2024† | Panathīnaïkos    | 41  | 29  | 29,7 | 62,4 | 0,0 | 60,7 | 6,3  | 1,4 | 1,0 | 0,9 | 13,9 |
| 2024-2025  | Panathīnaïkos    | 19  | 16  | 25,5 | 71,4 | 0,0 | 64,4 | 6,6  | 1,6 | 0,9 | 0,7 | 13,0 |
| Carriera   | Carriera         | 155 | 104 | 24,4 | 63,1 | 0,0 | 64,7 | 5,7  | 1,1 | 0,9 | 0,7 | 10,6 |

### Eurocup
| Anno       | Squadra  | PG | PT | MP   | TC%  | 3P% | TL%  | RP  | AP  | PRP | SP  | PP   |
| ---------- | -------- | -- | -- | ---- | ---- | --- | ---- | --- | --- | --- | --- | ---- |
| 2018-2019  | Málaga   | 19 | 11 | 21,9 | 70,1 | -   | 60,2 | 5,4 | 1,1 | 0,9 | 1,3 | 11,0 |
| 2020-2021† | Monaco   | 23 | 17 | 24,6 | 58,3 | 0,0 | 67,2 | 6,1 | 1,1 | 0,9 | 1,2 | 12,5 |
| 2021-2022  | Partizan | 10 | 4  | 23,4 | 63,4 | -   | 68,3 | 6,4 | 1,0 | 1,0 | 0,5 | 13,1 |
| Carriera   | Carriera | 52 | 32 | 23,4 | 63,0 | 0,0 | 65,1 | 5,9 | 1,1 | 0,9 | 1,1 | 12,1 |

## Palmarès

### Squadra
- Campionato serbo: 1

Stella Rossa Belgrado: 2017-2018
- Campionato greco: 1

Panathinaikos: 2023-2024
- Coppa di Francia: 1

Nanterre 92: 2016-2017
- Coppa di Grecia: 1

Panathinaikos: 2024-2025
- Eurocup: 1

Monaco: 2020-2021
- FIBA Europe Cup: 1

Nanterre 92: 2016-2017
- Lega Adriatica: 1

Partizan Belgrado: 2022-2023
- Eurolega: 1

Panathinaikos: 2023-2024

### Individuale
- All-Eurocup First Team: 1

Monaco: 2020-2021
- All-Eurocup Second Team: 1

Malaga: 2018-2019
- Miglior difensore della Lega Adriatica: 1

Partizan: 2022-2023
- Quintetto ideale della ABA Liga: 1

Partizan: 2022-2023
- All-Euroleague First Team: 2

Partizan: 2022-2023
Panathinaikos: 2023-2024